# Карпухин, Пётр Петрович
Пётр Петрович Карпухин (26 сентября 1902, Макеевка — 31 мая 1974, Харьков) — советский химик, педагог. Специалист в области синтеза красителей и исходных для них продуктов.
Доктор технических наук. Профессор. Член-корреспондент АН УССР (1939). Заслуженный деятель науки и техники УССР (1954).
В 1926 году окончил Харьковский химико-технологический институт (с 1950 года — Харьковский политехнический институт). В этом же институте работал.
Изучал состав каменноугольных смол и сырого бензола в залежах Донбасса, разработал технологию получения из них аценафтена и флуорена, а также синтеза веществ.